# Cristoforo Sizzo de Noris

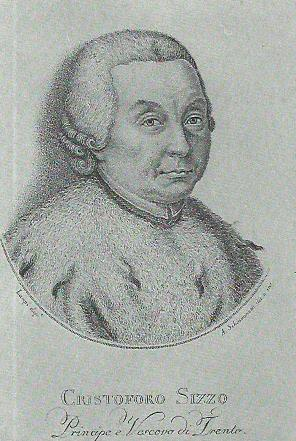
Fürstbischof Cristoforo Sizzo de Noris (Bild von 1843)

Cristoforo Sizzo de Noris (* 19. August 1706 in Trient; † 13. Juni 1776) war von 1763 bis 1776 Fürstbischof von Trient.

## Herkunft und Ausbildung
Er wurde 1706 in Trient als Sohn von Alberto Sizzo de Noris und Barbara Trentini geboren. Die Familie Sizzo de Noris ist seit dem 16. Jahrhundert in Trient nachgewiesen. Sie wurde 1649 geadelt und 1774 in den Reichsgrafenstand erhoben.
Nach dem Besuch des Jesuitengymnasiums in Trient studierte Sizzo de Noris in Dillingen und Salzburg. Nach einem schweren Unfall beschloss er, eine geistliche Laufbahn einzuschlagen. Er wurde am 30. Mai 1733 zum Priester geweiht und ging nach Rom, um seine Studien fortzusetzen. 1750 wurde er 1750 nach dem Rücktritt seines Onkels Domkapitular in Trient.

## Bischof
Nach dem Tod von Bischof Francesco Felice Alberti d’Enno konnte der Kandidat des Kaisers, Peter Michael Vigil von Thun und Hohenstein, keine Stimmenmehrheit im Domkapitel erreichen. Daraufhin fiel das Recht der Bischofswahl an den Papst, der Cristoforo Sizzo de Noris am 22. August 1763 zum Bischof von Trient ernannte. Er ergriff am 19. Dezember Besitz von seiner Diözese und empfing am 21. Dezember 1763 durch den Trienter Weihbischof Bartolomeo Antonio Passi die Bischofsweihe. Die kaiserlichen Regalien erhielt er am 30. Juni 1764.
Sizzo de Noris widmete sich der Seelsorge, er bereiste seine Diözese und predigte selbst. Die Leitung des Priesterseminars wurde 1771 den Somaskern entzogen und Diözesanpriestern übertragen. Nach der Aufhebung des Jesuitenordens wurde das Kollegiengebäude des Ordens dem Priesterseminar übergeben.
Sizzo de Noris unterstützte den Aufklärer Carlantonio Pilati und stand dem Reformkatholizismus nahe. Der von Kaiserin Maria Theresia verordneten Reduzierung der Anzahl der kirchlichen Feiertage widersetzte er sich nicht, wehrte sich aber gegen Versuche, die Rechte des Hochstifts zu beschneiden. Trotz eines Einspruchs beim Reichstag in Regensburg konnte er Übergriffe, wie die Unterdrückung eines Aufstandes in den Judikarien durch die Landesregierung von Tirol im Jahr 1772, nicht verhindern.
Nach seinem Tod wurde Sizzo de Noris, der als einer der bedeutendsten Bischöfe von Trient gilt, im Dom von Trient beigesetzt.